# Pilotwings 64
Pilotwings 64 (パイロットウイングス64) és un videojoc per a Nintendo 64, originalment publicat el 1996 durant el debut de la consola. El joc va ser co-desenvolupat per Nintendo i el grup de tecnologia visual americà Paradigm Simulation. Va ser un dels tres títols de llançament per la Nintendo 64 al Japó, un dels dos a l'Amèrica del Nord i un dels tres a Europa. Pilotwings 64 és la continuació del Pilotwings per la Super Nintendo Entertainment System (SNES), que va ser títol de llançament per la seva respectiva consola el 1990. També com aquest joc, el Pilotwings 64 va rebre una producció pel professional de Nintendo, Shigeru Miyamoto.
Pilotwings 64 és un simulador de vol en 3D que permet al jugador controlar un dels sis pilots que hi ha disponibles on han d'aprendre per aconseguir llicències de pilot a través de diverses formes d'aviació partir d'autogirs, utilitzant un jet pack i ala delta. S'ofereix diverses tasques extra, com anar el paracaigudisme i la prova de bola de canó humana. El joc també permet la paossibilitat d'explorar els entorns en 3D detallats, ja que són una representació notable dels Estats Units.
El joc va rebre unes bones crítiques obtenint grans resultats en la majoria de publicacions especialitzades per la seva presentació visual i els controls de vol. Semblant a la versió predecessora de SNES, el Pilotwings 64 demonstra les capacitats gràfiques del maquinari. Alguns analistes havien criticat sobre aquest tema, dient que era tan sols un mer joc demostratiu de la Nintendo 64. Tot i que no va tenir l'èxit inicial com el Super Mario 64, el Pilotwings 64 es va vendre en més d'un milió de còpies arreu del món.

## Modes de Joc
En Pilotwings 64, com en el seu predecessor, el jugador ha de completar una sèrie de missions usant vehicles aeris. Entre aquestes missions podem trobar des de destruir diversos objectius terrestres en un temps limitat usant un gyrocptero amb míssil equipat, passar a través de grans anells flotants situats per una ciutat usant una motxilla a reacció, fins a disparar amb un canó a cert personatge per caure en el blanc a diversos metres de distància. Per cada missió s'aconsegueixen una sèrie de punts en funció del dany, ús de combustible, punteria, delicadesa de l'aterratge i criteris similars.
El joc també posa èmfasi en l'exploració, amb mapeados plagats d'objectes on hi ha una manera de joc en i com l'únic propòsit és la lliura exploració, la manera Birdman. Hi ha diverses picades d'ullet que poden ser trobats en els mapes, incloent una criatura basada en el monstrio del llac Ness, representacions d'altres personatges de Nintendo i coses semblants.

## Recepció
Pilotwings 64 és el joc 117 en la llista de la revista Nintendo Power del Top 200 de jocs fets en un sistema Nintendo, en la seva llista publicat al febrer de 2006.